# 赤水渓谷

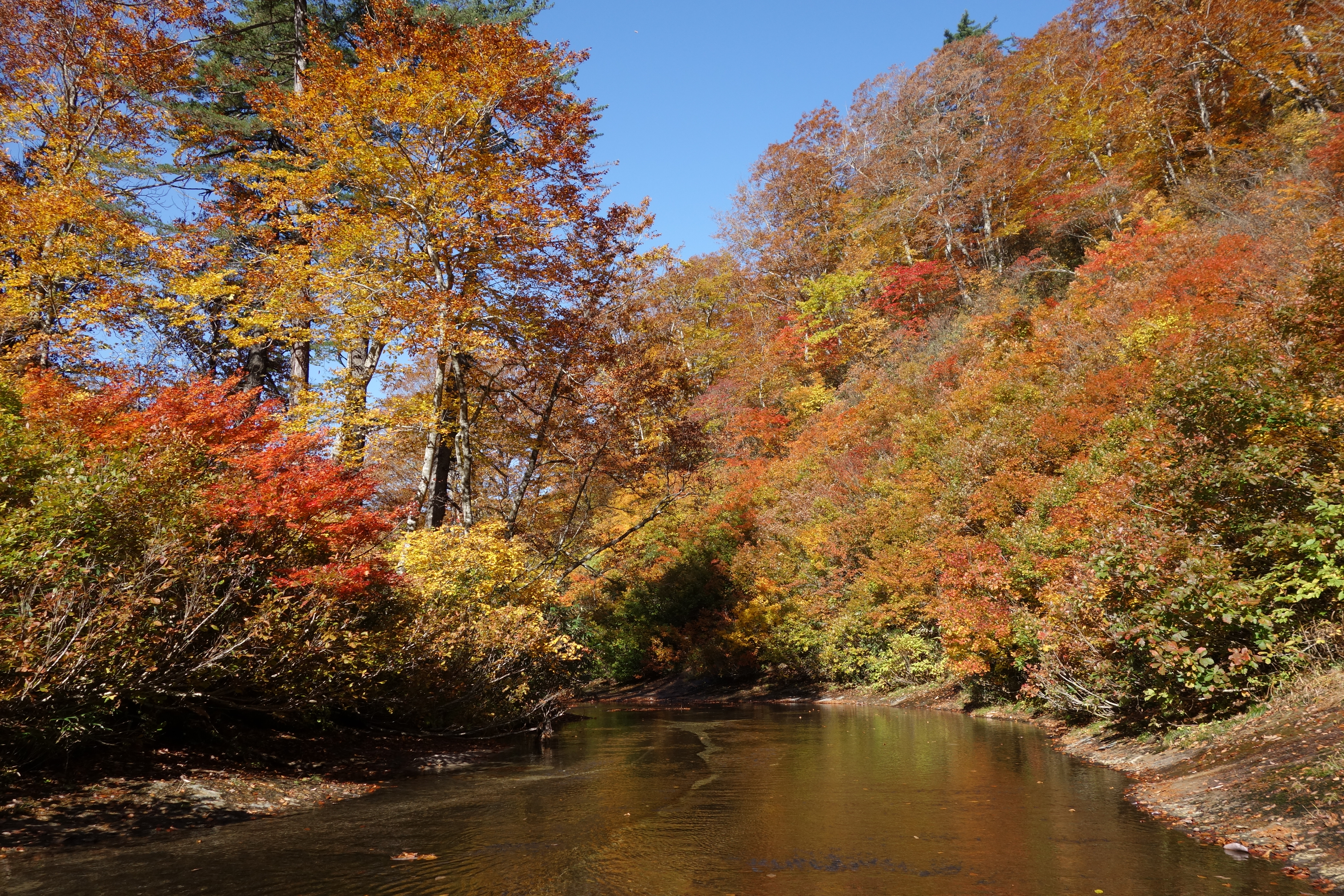
赤水渓谷

赤水渓谷（あかみずけいこく）は、秋田県北秋田市森吉にある渓谷。

## 概要
小又峡の上流、ノロ川源流部にある赤水渓谷は、桃洞・赤水分岐から兎滝までのなだらかな一枚岩盤のU字渓谷が約3km続く渓谷である。通称「天国の散歩道」と言われる。水深は3〜10cmで、大小の甌穴と滝が点在し、玉川温泉や秋田焼山に続く縦走路ともなっている。増水時には歩行が不能で、全域が遊漁禁止区域になっている。
桃洞・赤水分岐から左に15分ほど進むと、渓谷の入り口に到着する。最初に出会う甌穴ノ滝は落差3m程だが、流れいっぱいに連続する2つの甌穴にはイワナが群れている。ここから水深3〜10cmの起伏のない一枚岩盤のコースが約3km続く。約2.5kmで赤水沢の本流と玉川温泉へ向かう縦走路の赤水分岐に到着する。右の沢は約1.5kmで兎滝に至る。左の沢は、約2.5kmで郡境の赤水峠(880m)に至る。そこから約2kmで柳沢林道に至る。柳沢林道から国道341号を経由して約6kmで玉川温泉である。
桃洞・赤水分岐から真っ直ぐ進むと桃洞渓谷になり、桃洞の滝がある。赤水渓谷は桃洞渓谷や小又峡と同様に約200万年前の森吉山のカルデラ噴火の火砕流が堆積した溶結凝灰岩が、侵食作用によって形成された谷である。稜線部にはキタゴヨウマツやネズコの巨木が林立する。

## ギャラリー

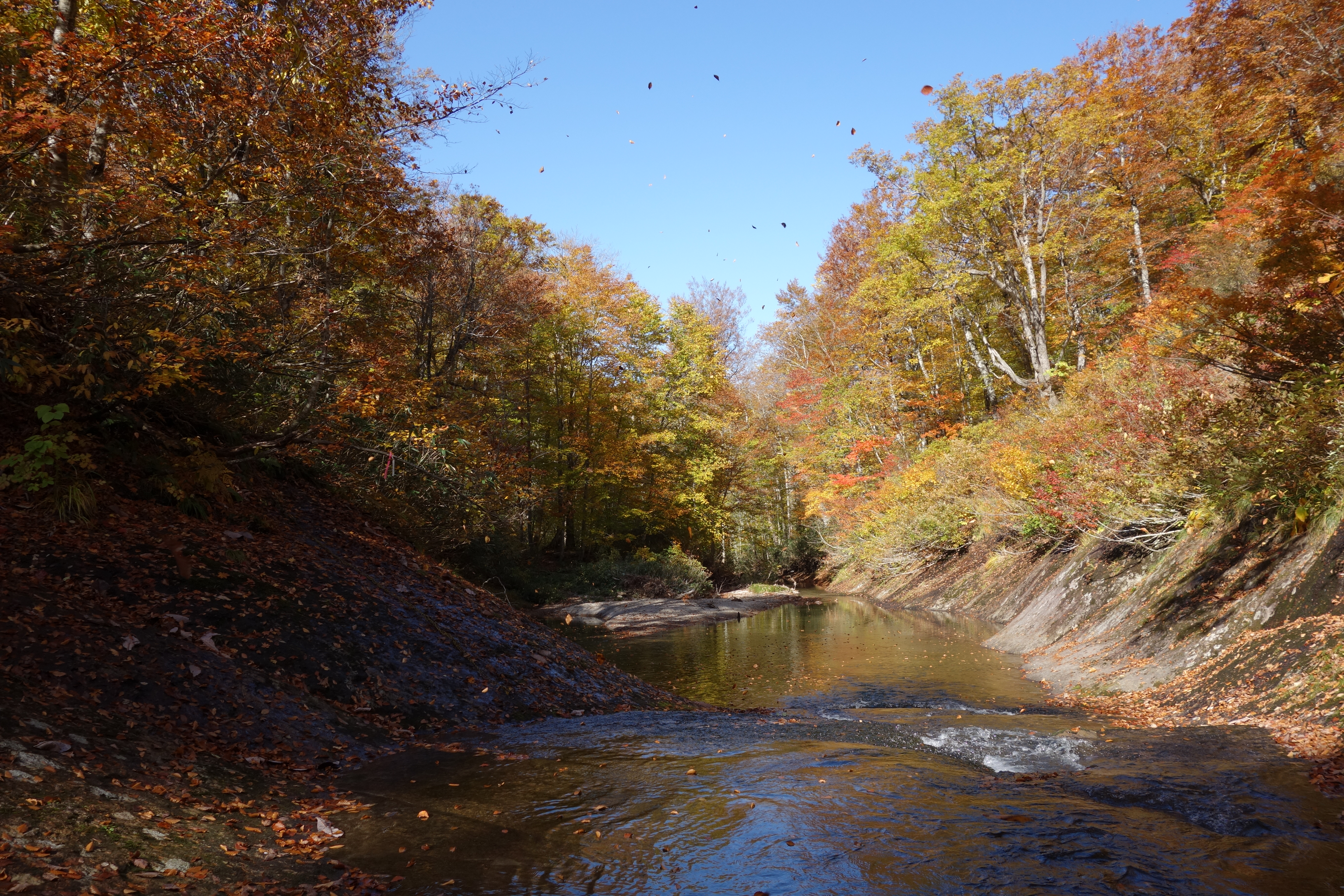
紅葉が舞う赤水渓谷
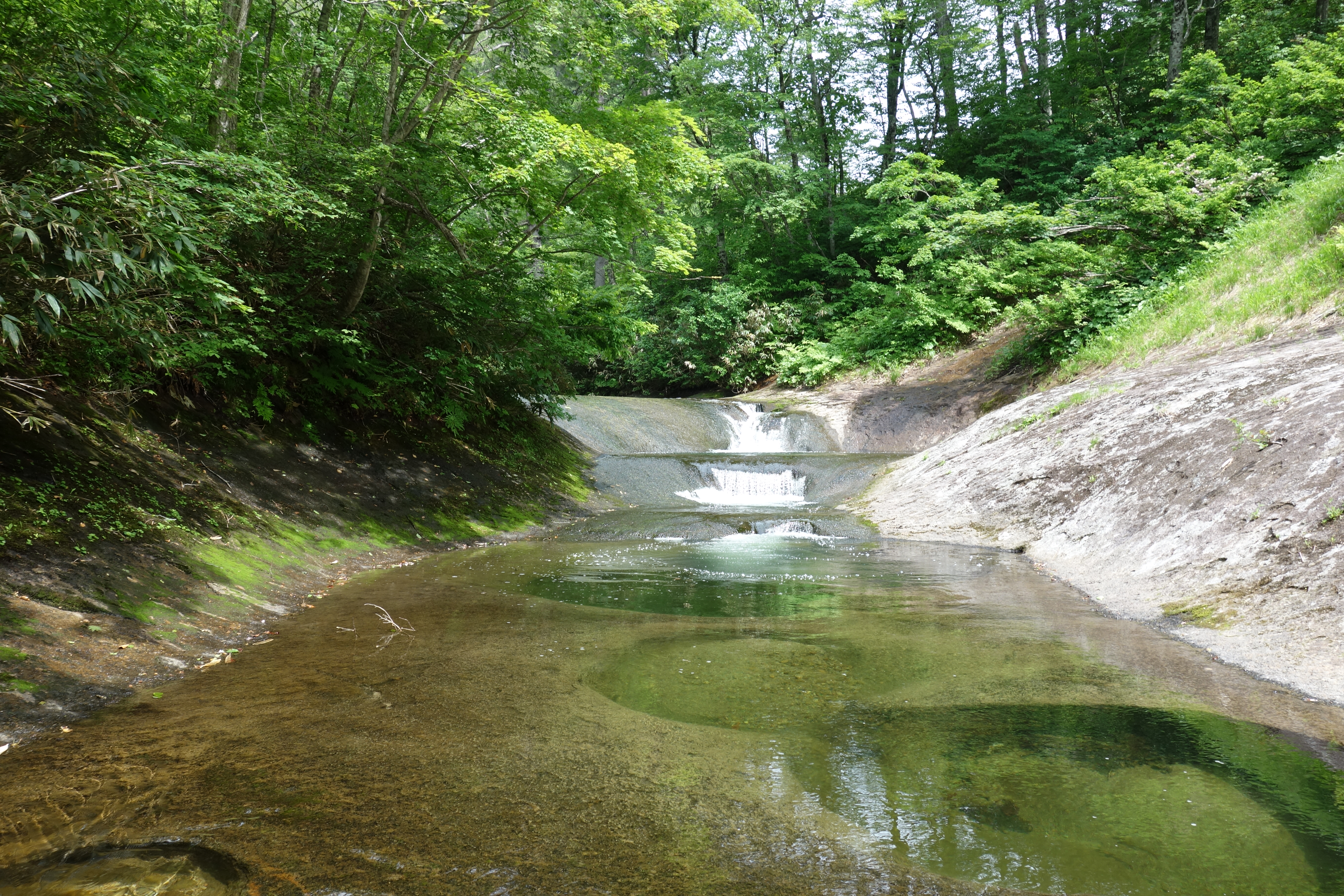
甌穴ノ滝
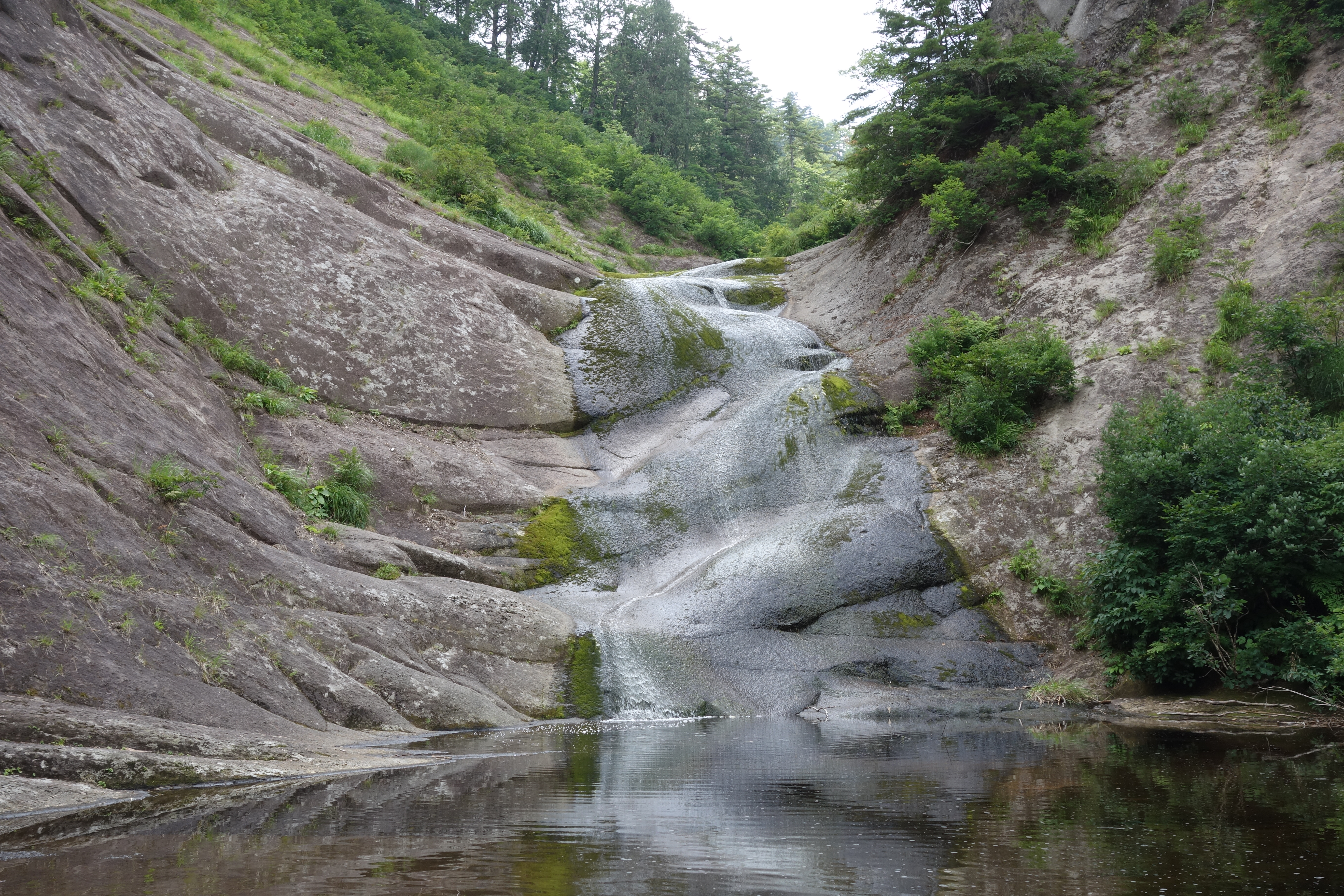
兎滝

## 参考資料
- 『ぐるっと森吉山　改訂版』、宮野貞壽、1998年、p.174-185